# カガミエイ
カガミエイ（Raja miraletus）は、ガンギエイ科Raja属に分類されるエイの一種。

## 分布と生息地
イベリア半島から西アフリカを通ってモザンビークまで、主に北東大西洋とインド洋の一部に分布しており、ビスケー湾や地中海でも確認されている。水深17 - 300 mの大陸棚、大陸斜面の砂泥底に生息する。

## 形態
体盤は横長の菱形で、吻は短く鈍い。腹鰭は三角形。幼魚は背面に細かい棘があるが、成長に伴い消失する。背面は薄い褐色で、褐色の斑点が散らばり、一対の大きな青色の眼状紋を持つ。吻部先端に黒い点を持つこともある。腹面は白色。全長は雄で最大63cm、雌は最大59.7cmに達する。雄は全長40cm、雌は全長44cmで性成熟する。

## 生態
小魚、カニ、エビ、イカなどの底生生物を捕食する。サメなどの大型肉食魚に捕食される。卵生であり、春から夏にかけて1年で40 - 72個の卵を産む。卵は長方形で角に角のような突起があり、砂地や泥地に埋もれ、5ヶ月程で孵化する。

## 人との関わり
底引網などで混獲されるが、市場価値は低い。